# Оромокто (город)
Оромокто (англ. Oromocto) — канадский город в графстве Санбери, провинция Нью-Брансуик.
Население — 9 223 человек (2016 год).
Город расположен на западном берегу реки Сент-Джон в устье реки Оромокто, примерно в 20 километрах к юго-востоку от Фредериктона. Название города происходит от названия реки Оромокто. Считается, что «оромокто» произошло от малайского слова welamukotuk, что означает «глубокая вода». На ранних картах он обозначен как Рамукту и Ривьер-дю-Камукту (грант Французской сеньории, 1684).
В городе расположена административная штаб-квартира правительства племени Оромокто.
Также около Оромокто расположена База обеспечения 5-й Канадской дивизии «Гейджтаун», которая доминирует в экономике и современной истории города.
Спорт в городе представлен кёрлинг и гольф клубом Gage Golf & Curling Club. Мужские, женские и смешанные команды этого клуба по кёрлингу являются многократными победителями чемпионатов провинции и участником чемпионатов Канады.